# Провинция Катаро
Провинция Катаро (на италиански: Provincia di Cattaro) е една от трите провинции на губернаторство Далмация, като част от кралство Италия в периода от 18 май 1941 г. до септември 1943 г. 
През април 1941 г., в резултат от разгрома на кралство Югославия, италианците завземат крайбрежна Далмация. Провинцията (разделена на 15 „комуни“) е с площ 547 km² и население от 39 800 жители. Повечето от жителите на провинцията са черногорци, хървати и сърби, но има и 300 италиански далматинци в Котор и Пераст. Италианците, с цел да спечелят доверието на местните жители, изграждат болници и инфраструктура, но с отчетлив стремеж към италианизация на херцеговинци и черногорци. В резултат от тази политики през лятото на 1942 г. избухва и бунт, но като цяло до лятото на 1943 г. в провинцията няма големи смутове.
През септември 1943 г. Вермахтът поема контрола над региона от италианците, които се предават на съюзниците, след което и тук избухва партизанска война между Вермахта и партизаните на Йосип Броз Тито. Провинцията престава да съществува през месец септември 1943 г., когато сатав част от т.нар. германска Черна гора.